# NGC 2613
NGC 2613 је спирална галаксија у сазвежђу Компас која се налази на NGC листи објеката дубоког неба.
Деклинација објекта је - 22° 58' 22" а ректасцензија 8h 33m 22,8s. Привидна величина (магнитуда) објекта NGC 2613 износи 10,4 а фотографска магнитуда 11,2. Налази се на удаљености од 28,089 милиона парсека од Сунца. NGC 2613 је још познат и под ознакама ESO 495-18, MCG -4-21-3, UGCA 141, IRAS 08311-2248, AM 0831-224, CGMW 2-3822, PGC 23997.